# 阿萨克
阿萨克（法語：Assac，法語發音：[asak]）是法国奥克西塔尼大区塔恩省的一个市镇，属于阿尔比区。

## 地理
阿萨克（43°58'31"N, 2°26'23"E）面积15.06 平方千米，位于法国奧克西塔尼大區塔恩省，该省份为法国南部内陆省份，北起顺时针与阿韦龙省、埃罗省、奥德省、上加龙省和塔恩-加龙省接壤。
与阿萨克接壤的市镇（或旧市镇、城区）包括：昂比亚莱、卡迪、库里斯、勒杜恩、圣安德烈、圣西尔格、圣米歇尔拉巴迪耶。

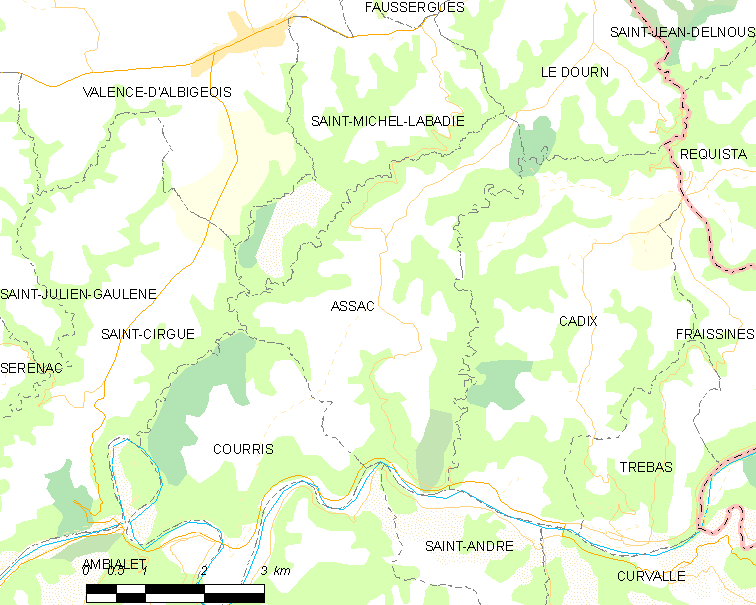
阿萨克的OSM定位图

阿萨克的时区为UTC+01:00、UTC+02:00（夏令时）。

## 行政
阿萨克的邮政编码为81340，INSEE市镇编码为81019。

## 政治
阿萨克所属的省级选区为卡尔莫第一县。

## 人口

1962-2008年间阿萨克人口变化图示

阿萨克于2022年1月1日时的人口数量为151人。